# Oliven-familien
Oliven-familien (Oleaceae) er en lille familie med de nedennævnte slægter. Familien er kendetegnet ved, at arterne er træer eller buske, som indeholder myricetin og mannitol.
| Slægter |

- Abeliophyllum
- Ask-slægten (Fraxinus)
- Fontanesia
- Forestiera
- Jasmin (Jasminum)
- Liguster (Ligustrum)
- Oliven-slægten (Olea)
- Osmanthus
- Schrebera
- Sneflokketræ (Chionanthus)
- Stenved (Phillyrea)
- Syren-slægten (Syringa)
- Vårguld (Forsythia)